# Miguel Moreno Lorente
Miguel Moreno Lorente (1964)

## Biografía
Nacido en Jaén capital en 1964, es licenciado en Derecho por la Universidad de Jaén y posee Título de especialista en Administración de Justicia por la Universidad de Jaén. Además, hizo los cursos de gestión inmobiliaria en academia privada, y el Curso de Mediador de Seguros por la Dirección General de Seguros.
En enero de 1989 se afilió al Partido Popular y desde 1997 fue miembro de la Junta Local de Porcuna (Jaén). En 2001 es elegido presidente local del Partido Popular de Porcuna, cargo que ha ostentado hasta su salida del partido en enero de 2017.
Tras las elecciones locales de 1999 que fue candidato a la alcaldía de Porcuna, es elegido concejal y jefe de la oposición durante dos mandatos. En 2007 es elegido Alcalde de Porcuna por mayoría absoluta, cargo que repite en las elecciones locales de 2011 y 2015 consiguiendo en estas últimas un 63,49 de los votos y 9 concejales de 13 que componen la Corporación Municipal de Porcuna.
En abril de 2017 presentó su candidatura a la presidencia del Partido Popular de la provincia de Jaén. Tras arrasar en votos en la primera vuelta de las primarias, no logró obtener la victoria en el Congreso Provincial donde votaron los compromisarios elegidos el 27 de abril de 2017, en una sospechosa jornada electoral en la que su adversario, Juan Diego Requena Ruíz, consiguió ganar gracias al apoyo de la dirección provincial del partido, pues en las encuestas apenas tenía el apoyo de la mitad de los municipios, al contrario que Moreno el cual tuvo el apoyo de prácticamente todos los presidentes de las delegaciones municipales. José Enrique Fernández de Moya, el por entonces presidente provincial, fue acusado de cometer irregularidades en las votaciones.
El sector crítico que apoyaba a Moreno Lorente presentó una demanda, la cual retiraron meses después puesto que comenzaron a negociar su entrada en Ciudadanos-Partido de la ciudadanía.